# 赤松晴政
赤松晴政（1513年／1495年—1565年2月16日）是日本戰國時代的武將、大名。赤松氏第11代當主。父親是赤松義村。播磨國、備前國、美作國守護。

## 生平
在永正10年（1513年）或明應4年（1495年）出生。幼名才松丸。永正17年（1520年），在父親義村與守護代浦上氏對立並失敗而被迫隱居後，以年僅8歲之齡繼承家督。不久後，義村再次反攻備前守護代浦上村宗失敗，並在大永元年（1521年）9月被殺。為了對抗山名氏侵攻而一時間與村宗聯手，不過在去除山名氏威脅後，雙方再次相爭，一時間從居城置鹽城被流放，並被迫前往美作新庄山城避難。
享祿4年（1531年），在擁立與細川晴元對立的管領細川高國的村宗侵攻攝津國時，以村宗的後陣參戰，不過秘密向堺公方足利義維送出人質並約定倒戈。6月4日，在神呪寺布陣，並成為晴元方的內應，攻撃高國、村宗軍的背後。受到兩面挾擊的高國、村宗軍潰敗，村宗戰死，高國亦被迫自殺（大物崩）。
由此回復一定程度的實權，不過在此後，繼續與村宗的兒子政宗和宗景對立。天文7年（1538年），開始受出雲國的尼子詮久（後來的晴久）侵攻，在西播磨的龍野城被攻奪後，領國陷入混亂，一時間逃到三木城投靠別所氏。不久後，因為別所氏亦與尼子氏連結，於是逃亡至堺。
天文9年（1540年）至天文10年（1541年），尼子氏遠征安藝國失敗（吉田郡山城之戰），尼子氏從播磨撤退。雖然解除領國的危機，赤松氏的權威亦不斷下降。在這段時期，受將軍足利義晴下賜偏諱（「晴」字），改名為晴政。
天文21年（1552年），在尼子晴久被任命為備前、美作守護職後，失去作為守護而對備前、美作2國的權限。而剩下的播磨的權勢亦被政宗奪去，永祿元年（1558年），被迫與受政宗擁立的嫡子義祐對抗，並逃到女婿赤松政秀的居城龍野城。在政秀的庇護下，與義祐、政宗爭鬥，不過在永祿8年（1565年）1月16日死去。墓所在兵庫縣姬路市的松安寺跡。

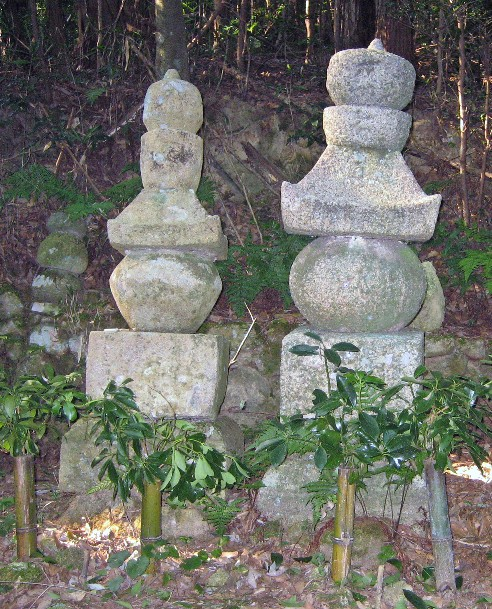
長福山松安寺跡的赤松晴政之墓（右）

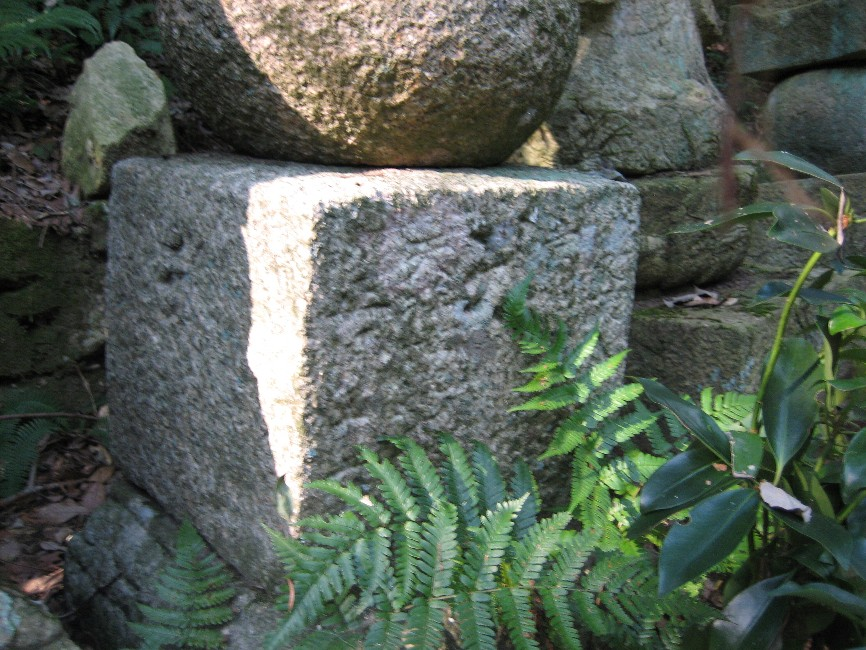
晴政的墓石

## 受晴政下賜偏諱的人物
- 赤松政秀（從兄弟、女婿）
- 宇野政賴
- 浦上政宗
- 小寺政職

## 外部連結
- 武家家伝＿赤松氏 （页面存档备份，存于）